# Universiteit van Erfurt
De Universiteit van Erfurt is een universiteit in de Duitse stad Erfurt (Thüringen).

## Oude universiteit
De universiteit werd officieel opgericht op 4 mei 1389 en is daarmee een van de vroegste universiteiten in Duitsland, en de vijfde in het voormalige Heilige Roomse Rijk, na Praag (1347), Wenen (1365), Heidelberg (1385) en Keulen (1388).
Van begin af aan had de universiteit van Erfurt een faculteit rechten, theologie, "kunsten" (later: filosofie en natuurwetenschappen-wiskunde), en geneeskunde. In contrast met elders in Duitsland werd er naast kanoniek recht ook burgerlijk recht onderwezen.
Door haar centrale ligging in Europa groeide de universiteit snel: met soms meer dan 1100 docenten en met 35.707 inschrijvingen tussen 1392 en 1521 was zij na Wenen de grootste Duitstalige hogeschool.
Erfurt kende een bloeiperiode tijdens de Reformatie, maar verloor aan belang na de Beeldenstorm, om uiteindelijk na de napoleontische oorlogen helemaal in verval te geraken.
In 1816 sloot Frederik Willem III van Pruisen de universiteit: Erfurt behoorde voortaan tot de nieuwe provincie Saksen, en die had al de Maarten Luther-Universiteit.

## Nieuwe universiteit
Na de Duitse hereniging werd een nieuwe Universiteit van Erfurt opgericht. De Pädagogische Hochschule Erfurt die tijdens het DDR-tijdperk was opgericht, ging op in de nieuwe universiteit, die nu een van de vier universiteiten in Vrijstaat Thüringen is.

## Alumni
- Johannes Gutenberg
- Maarten Luther
- Theodor Dorsten

Aken · Augsburg · Bamberg: Otto-Friedrich · Bayreuth · Berlijn (Vrije Universiteit · Humboldt · Technische Universiteit · Kunsten) · Bielefeld · Bochum · Bonn · Braunschweig · Bremen (Universiteit Bremen · Jacobs University) · Chemnitz · Clausthal · Cottbus-Brandenburg · Darmstadt · Dortmund · Dresden · Duisburg-Essen · Düsseldorf: Heinrich Heine · Eichstätt-Ingolstadt · Erfurt · Erlangen-Neurenberg: Friedrich-Alexander · Frankfurt am Main · Frankfurt an der Oder: Europa · Freiberg · Freiburg · Gießen · Göttingen: Georg August · Greifswald: Ernst Moritz Arndt · Hagen · Halle-Wittenberg: Martin Luther · Heidelberg: Ruprecht Karls · Hamburg (Hamburg · HafenCity · Hamburg-Harburg · Helmut Schmidt) · Hannover (Hannover · Medische Hogeschool) · Hildesheim · Hohenheim · Ilmenau · Jena: Friedrich Schiller · Kaiserslautern · Karlsruhe · Kassel · Keulen · Duitse Sporthogeschool Keulen · Kiel: Christian Albrechts · Koblenz-Landau · Konstanz · Leipzig · Lübeck · Lüneburg: Leuphana · Magdeburg: Otto von Guericke · Mainz: Johannes Gutenberg · Mannheim · Marburg: Philipps · München (Ludwig Maximilians · Technische Universiteit · Oekraïense Vrije Universiteit · Universiteit van het Bondsleger) · Münster · Oldenburg: Carl von Ossietzky · Osnabrück · Paderborn · Passau · Potsdam · Regensburg · Reutlingen · Rostock · Saarbrücken · Siegen · Stuttgart · Trier · Tübingen: Eberhard-Karls · Ulm · Vechta · Weimar: Bauhaus · Witten: Herdecke · Wuppertal · Würzburg: Julius Maximilians
1. ↑  De universiteit houdt zelf 1379 als stichtingsjaar aan. Bron: https://www.uni-erfurt.de/index.php?id=343&L=0